# ووتليغة (بني منصور)
ووتليغة هي إحدى مشيخات المملكة المغربية، تتبع جغرافيا لإقليم شفشاون وإداريًا لبني منصور. يقدر عدد سكانها بـ 4938 نسمة حسب الإحصاء الرسمي للسكان والسكنى لسنة 2004.